# Emmett (Idaho)
Emmett és una població dels Estats Units a l'estat d'Idaho. Segons el cens del 2000 tenia 5.490 habitants.

## Demografia
Segons el cens del 2000, Emmett tenia 5.490 habitants, 2.095 habitatges, i 1.412 famílies. La densitat de població era de 1.164,7 habitants/km².
Dels 2.095 habitatges en un 34,4% hi vivien nens de menys de 18 anys, en un 50,5% hi vivien parelles casades, en un 12,9% dones solteres, i en un 32,6% no eren unitats familiars. En el 28,3% dels habitatges hi vivien persones soles el 14,9% de les quals corresponia a persones de 65 anys o més que vivien soles. El nombre mitjà de persones vivint en cada habitatge era de 2,55 i el nombre mitjà de persones que vivien en cada família era de 3,13.
Per edats la població es repartia de la següent manera: un 28,4% tenia menys de 18 anys, un 9,1% entre 18 i 24, un 26,3% entre 25 i 44, un 18,4% de 45 a 60 i un 17,8% 65 anys o més.
L'edat mediana era de 35 anys. Per cada 100 dones de 18 o més anys hi havia 85,5 homes.
La renda mediana per habitatge era de 26.480 $ i la renda mediana per família de 34.663 $. Els homes tenien una renda mediana de 30.598 $ mentre que les dones 19.088 $. La renda per capita de la població era de 13.027 $. Aproximadament el 16,3% de les famílies i el 17,8% de la població estaven per davall del llindar de pobresa.

## Poblacions més properes
El següent diagrama mostra les poblacions més properes.